# Act Like You Know (chanson de Fat Larry's Band)
Pour les articles homonymes, voir Act Like You Know.
Act Like You Know est une chanson du Fat Larry's Band. Sortie en 1982, il s'agit du plus gros succès du groupe.

## Genèse
La chanson utilise le sample de Help Is on the Way (1981) des Whatnauts. Elle-même sera reprise par exemple dans Ring Ring Ring (Ha Ha Hey) (1991) de De La Soul.

## Dans la culture
Sauf indication contraire, les informations mentionnées dans cette section peuvent être confirmées par le générique de fin de l'œuvre audiovisuelle présentée ici, ainsi que par la base de données cinématographiques IMDb,  présente dans la section « Liens externes ».
- 1997 : La Vérité si je mens ! de Thomas Gilou - bande originale
- 2002 : Grand Theft Auto: Vice City : la chanson est sur la playlist de la radio Fever 105.